# Arenzana de Arriba
Arenzana de Arriba tỉnh và cộng đồng tự trị La Rioja, phía bắc Tây Ban Nha. Đô thị này có diện tích là 5,92 ki-lô-mét vuông, dân số năm 2009 là 43 người với mật độ 7,26 người/km². Đô thị này có cự ly 27 km so với Logroño.